# 張大田
張大田（1899年—？年），字雅泉。熱河省凌源縣人。民國37年（1948年）在熱河省選區當選第一屆立法委員

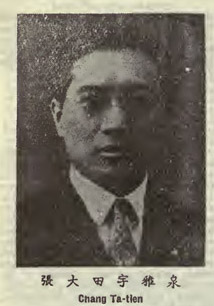
張大田1936

## 生平[2][3][4]
- 前北平外交部立俄文法政專門學校畢業
- 革命實踐研究院第二十三期結業
- 中華民國外交部科員、科長
- 中華民國駐遠東共和國代表處隨員
- 政治大學暨軍官外語學校教授
- 民國10年8月19日，外交部學習，調部[5]
- 民國13年1月25日，免署駐赤塔總領事館主事，回外交部辦事[6]
- 民國13年6月26日，派中俄會議辦事處會務股辦事員兼會務股[7]
- 民國13年11月13日，外派外交部暫設中俄會議會務處辦事[8]
- 民國14年9月4日，署理駐赤塔領事館隨習領事[9]
- 民國17年2月3日，署理駐赤塔領事館副領事[10]
- 民國20年4月20日，任駐黑河總領事館總領事[11]
- 民國24年7月24日，免駐黑河總領館副領事，令調回部[12]
- 民國24年12月19日，任駐新西比利亞總領事館領事[13]
- 民國28年5月23日，免駐新西比利亞總領事館領事，另有任用[14]
- 民國28年5月23日，任駐蘇聯大事館一等祕書[14]
- 民國29年7月18日，免駐蘇聯大使館一等秘書，另有任用[15]
- 民國30年9月27日，任駐海參崴總領事[16]
- 民國35年11月2日，免駐海參崴總領事，另有任用[17]